# Girl and Robot
Girl and Robot er en dansk animationsfilm fra 2008, der er instrueret af Mads Dam Jakobsen.

## Handling
En utålmodig pige vælger at bygge en robot. Kan hun færdiggøre robotten uden at komme til at ødelægge sin egen kreation?